# Scagnello
Scagnello är en ort och kommun i provinsen Cuneo i regionen Piemonte i Italien. Kommunen hade 175 invånare (2018).